# Circle Pines
Circle Pines est une ville du comté d'Anoka au Minnesota, aux États-Unis.

## Géographie
Selon le Bureau du recensement des États-Unis, la ville a une superficie totale de 5,10 km2, dont 4,61 km2 de terres et 0,49 km2 d'eau.
Lake Drive / County 23 est la route principale desservant la ville. L'Interstate 35W se trouve à proximité de Circle Pines. La localité se situe à environ 17 miles du centre de l'agglomération de Minneapolis-Saint Paul.
La ville est traversée par Rice Creek, un affluent du fleuve Mississippi.

### Démographie
En 2020 sa population était de 5 025 habitants.